# Anastasiia Hotfrid
Anastasiia Hotfrid, née le 25 avril 1996 est une haltérophile géorgienne.
Son mari Denys Hotfrid est aussi un haltérophile de haut niveau.

## Carrière
Native de Snijne en Ukraine, elle quitte le pays avec son mari et coach Denys Hotfrid, qui est aussi un haltérophile de haut niveau lorsqu'éclatent les manifestations Euromaïdan sur lequel son mari, travaillant au Ministère de l'Intérieur, est opposé. Le couple s'installe alors en Géorgie.
Elle concourt sous les couleurs de la Géorgie et devient la première haltérophile géorgienne à remporter une médaille d'or mondiale aux Championnats du monde d'haltérophilie 2017 à Anaheim.

## Palmarès

### Championnats du monde
- 2017 à Anaheim
  -  Médaille d'or au total en moins de 90 kg
  -  Médaille d'or à l'arraché en moins de 90 kg
  -  Médaille d'argent à l'épaulé-jeté en moins de 90 kg

### Championnats d'Europe
- 2023 à Erevan
  -  Médaille d'argent au total en plus de 87 kg
  -  Médaille d'or à l'arraché en plus de 87 kg
  -  Médaille d'argent à l'épaulé-jeté en plus de 87 kg
- 2022 à Tirana
  -  Médaille de bronze au total en moins de 87 kg
  -  Médaille de bronze à l'arraché en moins de 87 kg
- 2021 à Moscou
  -  Médaille d'or à l'arraché en moins de 87 kg
- 2018 à Bucarest
  -  Médaille d'or au total en moins de 90 kg
  -  Médaille d'or à l'arraché en moins de 90 kg
  -  Médaille d'or à l'épaulé-jeté en moins de 90 kg
- 2016 à Førde
  -  Médaille d'or au total en plus de 75 kg
  -  Médaille d'or à l'arraché en plus de 75 kg
  -  Médaille d'or à l'épaulé-jeté en plus de 75 kg